# Metagonia maldonado
Metagonia maldonado är en spindelart som beskrevs av Huber 2000. Metagonia maldonado ingår i släktet Metagonia och familjen dallerspindlar. Inga underarter finns listade i Catalogue of Life.